# Stadtmauerfest (Freinsheim)

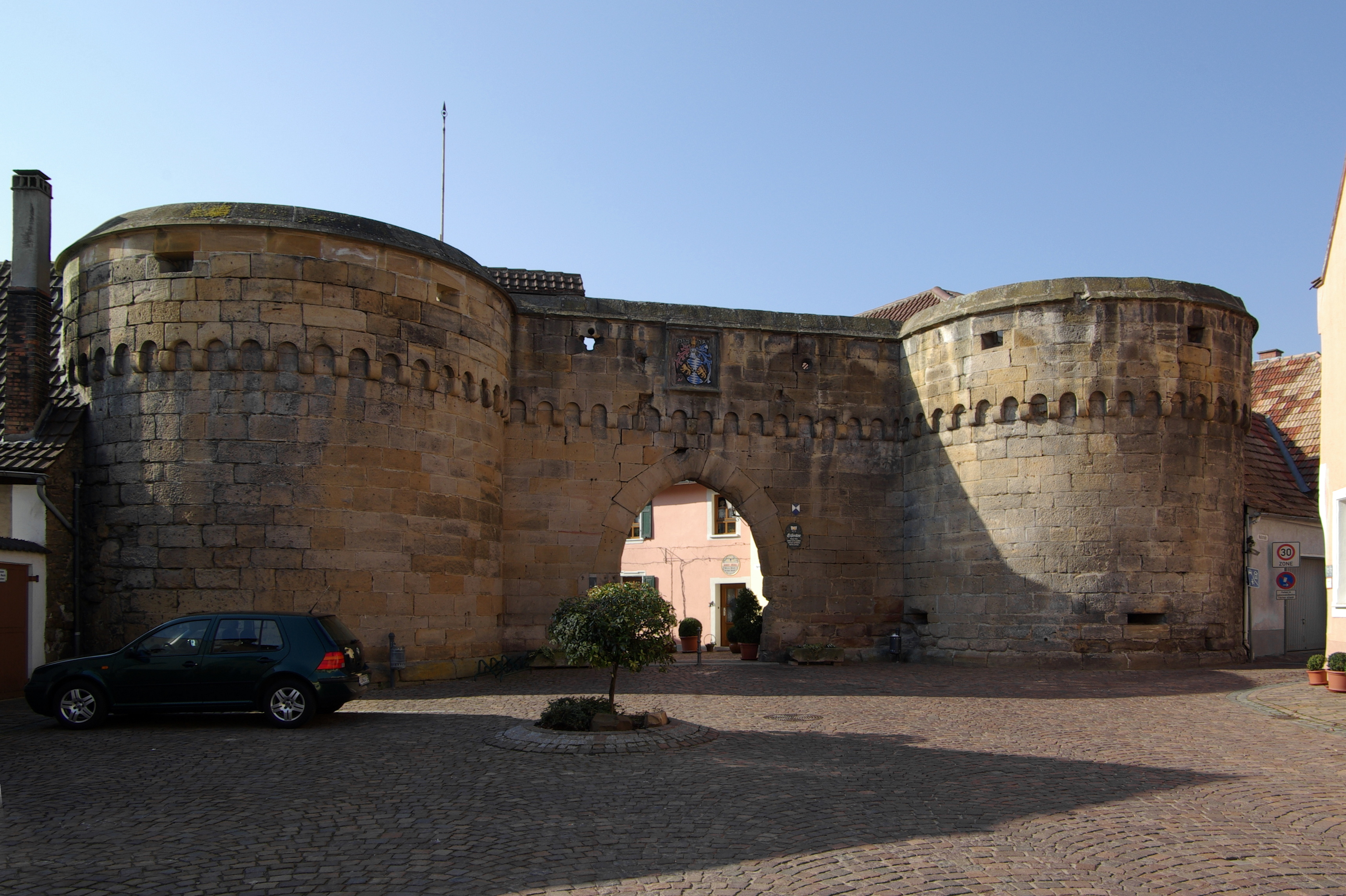
Einer der „Standplätze“ beim Fest, das „Eisentor“

Das Stadtmauerfest wird jedes Jahr am dritten Juliwochenende in der vorderpfälzischen Kleinstadt Freinsheim gefeiert.
Es ist das größte von mehreren Weinfesten der Stadt und zugleich ihre bedeutendste regelmäßige Veranstaltung. Hinter den Publikumsmagneten Dürkheimer Wurstmarkt und Deutsches Weinlesefest rangiert es unter den besucherstärksten Weinfesten der Pfalz. Die Festgäste kommen nicht nur aus dieser Region, sondern auch aus Rheinhessen und dem hessisch-badischen Rhein-Neckar-Raum. So verdreifacht sich die „Einwohnerzahl“ der Stadt vorübergehend auf 15.000 und mehr.

## Geschichte
Das Straßenfest wurde 1977 geschaffen, um die mehr als 1200-jährige Geschichte Freinsheims, das in der zweiten Hälfte des 8. Jahrhunderts erstmals urkundlich erwähnt wurde, wachzuhalten. Der Ort ist baulich von der namengebenden mittelalterlichen Stadtmauer sowie der barocken Altstadt, wirtschaftlich vom Wein- und Obstbau geprägt. Nachdem die stark befestigte Gemeinde, 1471 zur Stadt erhoben, im Herbst 1689 während des Pfälzischen Erbfolgekrieges durch französische Truppen nahezu vollständig zerstört worden war, erfolgte ab etwa 1700 die Neubebauung der heutigen Altstadt, während die Stadtmauer erst in der zweiten Hälfte des 20. Jahrhunderts restauriert wurde.
Das Fest stellt sich hauptsächlich als gesellschaftlich-kulinarisches Ereignis dar und etablierte sich binnen weniger Jahre. Vermutlich wegen des wettermäßig günstigen Termins im Hochsommer entwickelte es sich von einem örtlichen zu einem überregionalen Ereignis, das zunächst in die umgebende Region der Unterhaardt ausstrahlte. Etwa seit Beginn der 1990er Jahre zieht das Fest immer mehr Besucher aus dem weiteren Umkreis an, die zum Teil auch zu regelmäßigen Übernachtungsgästen geworden sind.

## Dauer und Örtlichkeit
Das Stadtmauerfest dauert von Freitag bis Montag; während der vier Festtage ist die Parkplatzsituation äußerst angespannt und die enge Innenstadt für den Kraftverkehr gesperrt.
Gefeiert wird in der historischen Kulisse der barocken Bebauung der Freinsheimer Altstadt, die von einer 1300 m langen intakten Stadtmauer samt Wehrtürmen umschlossen wird. Ausgehend vom Eisentor sind entlang der Innenseite der Stadtmauer jeweils 17 Lokalitäten aufgebaut, die zwar „Stände“ genannt werden, aber einer Vielzahl von Festgästen Sitzplätze bieten. Hier erfolgt durch die örtlichen Winzerhöfe, Gastronomiebetriebe und Vereine Bewirtung mit Pfälzer Spezialitäten und örtlichen Weinen.